# Swertia moctis
Swertia moctis är en gentianaväxtart som beskrevs av Gustaf Oskar Andersson Malme. Swertia moctis ingår i släktet Swertia och familjen gentianaväxter. Inga underarter finns listade i Catalogue of Life.